# 杨初格西
杨初格西（1990年7月—），四川省阿坝州黑水县人，藏族，中国共产党党员。中国人民解放军陆军第七十一集团军临汾旅某连士兵、第十三届全国人民代表大会解放军和武警部队代表。

## 生平
杨初格西于2013年参军，在中国人民解放军陆军第七十一集团军临汾旅服役。2014年12月，加入中国共产党。入伍五年，杨初格西阅读习近平全部著作，撰写学习心得近20万字。他先后被评为优秀士兵、优秀士官、优秀班长、优秀共产党员，当选东部战区陆军党代表、陆军第一届军人代表大会代表。2018年，担任班长职务的杨初格西被选为解放军和武警部队出席第十三届全国人民代表大会代表。受到习近平接见。2018年12月，荣获全军士官人才奖二等奖。荣立个人三等功一次，二等功一次。